# الجلل (مبين)

تعديل مصدري - تعديل

الجلل هي إحدى قرى عزلة الجبر بمديرية مبين التابعة لمحافظة حجة، بلغ تعداد سكانها 763 نسمة حسب تعداد اليمن لعام 2004.